# Padamenak
Padamenak is een bestuurslaag in het regentschap Kuningan van de provincie West-Java, Indonesië. Padamenak telt 1204 inwoners (volkstelling 2010).